# Maya Rudolph
Maya Khabira Rudolph (Gainesville, Florida; 27 de julio de 1972), más conocida como Maya Rudolph, es una actriz, comediante y cantante estadounidense. Fue parte de Saturday Night Live entre 2000 y 2007, y apareció en películas como Away We Go, Bridesmaids y Grown Ups. De 2011 a 2012 fue una de las protagonistas de la serie de televisión Up All Night de la cadena NBC.

## Biografía
Rudolph es hija de la cantante de soul Minnie Riperton y del compositor y productor Richard Rudolph.
En 1990, se graduó en la Crossroads School de Santa Mónica, California, donde se hizo amiga de la actriz Gwyneth Paltrow, quien también estudiaba en el mismo instituto. Continuó su educación en la Universidad de California en Santa Cruz, donde se graduó en 1995 con un B.A. en fotografía por la Porter College.

## Carrera
Además de sus personajes en Saturday Night Live, Rudolph ha aparecido en otros programas de televisión, incluida la serie dramática CBS City of Angels y Chicago Hope. También fue supervisora musical de Duets. Su primer papel destacado en el cine llegó en 2006 con A Prairie Home Companion. Anteriormente, había coprotagonizado con Luke Wilson en la comedia de ciencia ficción de Mike Judge de 2005 Idiocracy, aunque esa película se archivó hasta septiembre de 2006 y luego solo tuvo un lanzamiento limitado. También fue estrella invitada como Rapunzel en la película animada de DreamWorks Shrek tercero. Ella actuó como Julia en el episodio de Los Simpson "The Homer of Seville". Rudolph actuó como estrella invitada como el personaje Athena Scooberman en Kath & Kim de NBC, y protagonizó la película Away We Go con la estrella de The Office John Krasinski. En 2010, apareció en Grown Ups protagonizada por Adam Sandler, donde interpretó a la esposa del personaje de Chris Rock. En 2011, apareció en Bridesmaids con la colega de Saturday Night Live Kristen Wiig, y en 2013 interpretó un papel secundario en The Way, Way Back como la novia del personaje de Sam Rockwell. Ella coprotagonizó la comedia Up All Night, con Christina Applegate y Will Arnett. El piloto de televisión homónimo de Rudolph se emitió el 19 de mayo de 2014, pero el programa no fue más allá. Más tarde se anunció que protagonizaría una serie de variedades de NBC Maya&Marty con Martin Short, que se estrenó el 31 de mayo de 2016. Su próxima serie, Forever, se estrenó el 14 de septiembre de 2018 en Amazon Video.
También en 2018, fue vista en televisión haciendo comerciales de Ruby Tuesday y Seventh Generation. En 2019 interpretó a la madre de los niños en The Lego Movie 2: The Second Part.

### Música
Antes de unirse a Saturday Night Live, Rudolph fue cantante de coros (1995-99) y tocando el sintetizador Moog con la banda The Rentals, con quien estuvo de gira por un corto tiempo. También aparece en los videos musicales de las canciones "Waiting" y "Please Let That Be You". Ella cantó coros para "Barcelona" y "My Head Is in the Sun", ambos del álbum Seven More Minutes. En 2004, grabó una canción con el líder de The Rentals, Matt Sharp, que incluía una versión de "Not Tonight" de Tegan y Sara. Rudolph también interpretó "Together In Pooping" y "Little Roundworm" con Triumph the Insult Comic Dog (Robert Smigel) en su álbum Come Poop With Me. Ella está en una banda de covers de Prince llamada Princess con su amiga Gretchen Lieberum.

## Vida personal
Rudolph está casada con el director Paul Thomas Anderson desde 2001. La pareja vive en Los Ángeles y juntos tienen cuatro hijos: tres hijas, nacidas en 2005, 2009 y 2013 y un hijo llamado Jack (nacido el 3 de julio de 2011).

## Filmografía

### Cine
| Año  | Película                                    | Personaje               | Notas              |
| ---- | ------------------------------------------- | ----------------------- | ------------------ |
| 1997 | As Good as It Gets                          | Mujer policía           |                    |
| 1997 | Gattaca                                     | Enfermera               |                    |
| 2000 | Chuck & Buck                                | Jamilla                 |                    |
| 2000 | A dúo                                       | Anfitriona del Karaoke  |                    |
| 2003 | Duplex                                      | Tara                    |                    |
| 2004 | Wake Up, Ron Burgundy: The Lost Movie       | Kanshasha X             |                    |
| 2004 | 50 First Dates                              | Stacy                   |                    |
| 2006 | A Prairie Home Companion                    | Molly                   |                    |
| 2006 | Idiocracy                                   | Rita                    |                    |
| 2007 | Shrek the Third                             | Rapunzel                | Voz                |
| 2009 | Away We Go                                  | Verona De Tessant       |                    |
| 2010 | MacGruber                                   | Casey Fitzpatrick       |                    |
| 2010 | Grown Ups                                   | Deanne McKenzie         |                    |
| 2011 | Bridesmaids                                 | Lillian Donovan         |                    |
| 2011 | Zookeeper                                   | Mollie                  | Voz                |
| 2011 | Friends with Kids                           | Leslie                  |                    |
| 2013 | The Way, Way Back                           | Caitlyn                 |                    |
| 2013 | Grown Ups 2                                 | Deanne McKenzie         |                    |
| 2013 | Turbo                                       | Burn                    | Voz                |
| 2014 | The Nut Job                                 | Precious                | Voz                |
| 2014 | Inherent Vice                               | Petunia Leeway          |                    |
| 2014 | Big Hero 6                                  | Tía Cass                | Voz                |
| 2015 | Strange Magic                               | Griselda                | Voz                |
| 2015 | Maggie's Plan                               | Felicia                 |                    |
| 2015 | A Very Murray Christmas                     | Cantante de lounge      |                    |
| 2015 | Sisters                                     | Brinda                  |                    |
| 2016 | Mr. Pig                                     | Eunice                  |                    |
| 2016 | The Angry Birds Movie                       | Matilda                 | Voz                |
| 2016 | The Angry Birds Movie                       | Poppy                   | Voz. No acreditada |
| 2016 | Popstar: Never Stop Never Stopping          | Deborah                 |                    |
| 2016 | My Entire High School Sinking Into the Sea  | Verti                   | Voz                |
| 2017 | CHiPs                                       | Sargento Gail Hernandez |                    |
| 2017 | We Don't Belong Here                        | Joanne                  |                    |
| 2017 | The Emoji Movie                             | Smiler                  | Voz                |
| 2017 | The Nut Job 2: Nutty by Nature              | Precious                | Voz                |
| 2018 | Life of the Party                           | Christine Davenport     |                    |
| 2018 | The Happytime Murders                       | Bubbles                 |                    |
| 2019 | The Lego Movie 2: The Second Part           | Madre de Finn y Bianca  | Voz                |
| 2019 | Booksmart                                   | Voz motivacional        |                    |
| 2019 | Wine Country                                | Naomi                   |                    |
| 2019 | The Angry Birds Movie 2                     | Matilda                 | Voz                |
| 2020 | The Willoughbys                             | Nanny                   | Voz                |
| 2020 | Hubie Halloween                             | Sra. Mary Hennessey     |                    |
| 2021 | The Mitchells vs. the Machines              | Linda Mitchell          | Voz                |
| 2021 | Luca                                        | Daniela Paguro          | Voz                |
| 2021 | Licorice Pizza                              | Gale                    |                    |
| 2022 | Disenchanted                                | Malvina Monroe          |                    |
| 2023 | Teenage Mutant Ninja Turtles: Mutant Mayhem | Cynthia Utrom           | Voz                |
| 2023 | Good Burger 2                               | Ella misma              | Cameo              |
| 2024 | IF                                          | TBA                     | Voz                |

### Televisión
| Año           | Título                                             | Personaje                      | Notas                                                            |
| ------------- | -------------------------------------------------- | ------------------------------ | ---------------------------------------------------------------- |
| 1996–1997     | Chicago Hope                                       | Enfermera Leah Martine         | 5 Episodios                                                      |
| 1997          | The Devil's Child                                  | Holly                          | Película de televisión                                           |
| 2000          | Action                                             | Phina                          | Episodio: "Dead Man Floating"                                    |
| 2000          | City of Angels                                     | Enfermera Grace Patterson      | 15 episodios                                                     |
| 2000–2007     | Saturday Night Live                                | Varios                         | 153 episodios                                                    |
| 2006          | Campus Ladies                                      | Profesor Theresa Winslow Fabre | Episodio: "All Nighter"                                          |
| 2007          | The Simpsons                                       | Julia                          | Voz. Episodio: "Homer of Seville"                                |
| 2008–2009     | Kath & Kim                                         | Athena Scooberman              | 5 episodios                                                      |
| 2009          | The Mighty B!                                      | Cherry                         | Voz. Episodio: "The Dragonflies"                                 |
| 2011–2012     | Up All Night                                       | Ava Alexander                  | 35 episodios                                                     |
| 2012, 2021    | Saturday Night Live                                | Ella misma (Anfitriona)        | 2 episodios                                                      |
| 2014          | Portlandia                                         | Anita                          | Episodio: "Bahama Knights"                                       |
| 2014          | The Maya Rudolph Show                              | Ella misma                     | Especial de variedad. También productora                         |
| 2014          | Family Guy                                         | JoAnne Shalit                  | Voz. Episodio: "The Book of Joe"                                 |
| 2014–2015     | The Awesomes                                       | Lady Malocchio                 | Voz. 9 episodios                                                 |
| 2015          | Comedy Bang! Bang!                                 | Ella misma                     | Episodio: "Maya Rudolph Wears a Black Skirt and Strappy Sandals" |
| 2015          | The Spoils Before Dying                            | Fresno Foxglove                | 4 episodios                                                      |
| 2015          | Drunk History                                      | Griselda Blanco                | Episodio: "Miami"                                                |
| 2016          | Angie Tribeca                                      | Jackie Wilder                  | Episodio: "Organ Trail"                                          |
| 2016          | Maya & Marty                                       | Ella misma/coanfitriona        | 6 episodios. También escritora y productora                      |
| 2016          | Brooklyn Nine-Nine                                 | U.S. Marshal Karen Haas        | Episodios: "Coral Palms, Part 1", "Coral Palms, Part 2"          |
| 2016          | Documentary Now!                                   | Anita                          | Episodio: "Final Transmission"                                   |
| 2016          | The Grinder                                        | Jillian                        | 4 episodios                                                      |
| 2016, 2018    | Mike Tyson Mysteries                               | Varios                         | Voz. 2 episodios                                                 |
| 2017          | Michael Bolton's Big, Sexy Valentine's Day Special | Ella misma                     | Especial de variedad                                             |
| 2017          | Nobodies                                           | Ella misma                     | Episodio: "Mr. First Lady"                                       |
| 2017          | Unbreakable Kimmy Schmidt                          | Dionne Warwick                 | Episodio: "Kimmy Does a Puzzle!"                                 |
| 2017          | Tour de Pharmacy                                   | Lucy Flerng                    | Película de televisión                                           |
| 2017          | The Gong Show                                      | Ella misma / Jueza             | Episodio: "Megan Fox/Andy Samberg/Maya Rudolph"                  |
| 2017–presente | Big Mouth                                          | Diane Birch / Connie / Varios  | Voz. 41 episodios                                                |
| 2017–2021     | Big Hero 6: The Series                             | Tía Cass                       | Voz. 31 episodios                                                |
| 2017          | A Christmas Story Live!                            | Madre Parker                   | Película de televisión                                           |
| 2018–2020     | The Good Place                                     | Jueza Gen                      | 12 episodios                                                     |
| 2018          | Forever                                            | June Hoffman                   | 8 episodios                                                      |
| 2018          | I Love You, America with Sarah Silverman           | Lady Liberty                   | Episodio: "Cory Booker"                                          |
| 2019          | The Unauthorized Bash Brothers Experience          | Val Gal                        | Especial de variedad                                             |
| 2019          | Nailed It!                                         | Ella misma / Jueza             | Episodio: "A Classic Christmess"                                 |
| 2019–21       | Bless the Harts                                    | Betty Hart, Norma              | Voz. Regular de Serie                                            |
| 2020          | Mapleworth Murders                                 | Broda Bcbillan                 | 3 episodios                                                      |
| 2020          | Eater's Guide to the World                         | Ella misma / Narrador          | 7 episodios                                                      |
| 2020          | Sarah Cooper: Everything's Fine                    | Andrea Steele                  | Especial de televisión                                           |
| 2021          | Baking It                                          | Ella misma (Anfitriona)        | 6 episodios                                                      |
| 2021          | A Clüsterfünke Christmas                           | Shania Gary                    | Película de televisión                                           |
| 2022          | Loot                                               | Molly Novak                    | Elenco protagonista                                              |
| 2025          | Dream Productions                                  | Jean Dewberry                  | Voz                                                              |

### Vídeos musicales
| Año  | Título                         | Artista                                       | Personaje                        |
| ---- | ------------------------------ | --------------------------------------------- | -------------------------------- |
| 2006 | "Dick in a Box"                | The Lonely Island featuring Justin Timberlake | Novia                            |
| 2011 | "Make Some Noise"              | Beastie Boys                                  | Muchacha metalera                |
| 2013 | "Hugs"                         | The Lonely Island featuring Pharrell Williams | Oprah narcotraficante de los 80s |
| 2020 | "Imagine (Quarantine Edition)" | Artists for We Are One                        | Ella misma                       |